# Parasite (comics)
Pour les articles homonymes, voir Parasite.
Le Parasite est le nom de plusieurs super-vilains fictifs qui apparaissent dans les histoires de Superman, en tant qu'adversaire. Apparu pour la première fois dans Action Comics #340 (août 1966). publiées dans l'univers de DC Comics. Chaque version du Parasite a la capacité d'absorber temporairement l'énergie, la connaissance et les superpuissances d'un autre être par le toucher, ce qui en fait un formidable adversaire pour le Man of Steel.
L'incarnation la plus connue du Parasite est Rudy Jones, qui est apparu dans le plus grand nombre de bandes dessinées et de médias. En 2009, The Parasite a été classé comme le plus grand bandit des bandes dessinées de l'IGN, le Villain of All Time. (Parasite is number 61, IGN.)

## Raymon Maxwell Jensen
Raymond Maxwell Jensen menait une petite vie tranquille, il a travaillé comme ouvrier dans un centre de recherche. [3](Action Comics #340) En croyant constamment que les feuilles de paie de l'entreprise étaient cachées dans des conteneurs de stockage, Jensen fini par ouvrir un conteneur et a été bombardé d'énergies à partir de matériaux à risque biologique (qui ont été réellement collectés par Superman lorsqu'il a voyagé dans l'espace), ce qui l'a transformé en une entité parasite, devenant le premier parasite. Chaque fois qu'il touche quelqu'un, il peut absorber ses propriétés physiques et mentales. En touchant Superman il absorbe instantanément une fraction considérable de ses pouvoirs surhumains (il a été établi dès le début qu'il n'est pas capable d'acquérir l'ensemble de ses pouvoirs). Une fois, en essayant d'absorber une plus grande partie des pouvoirs de son adversaire qu'auparavant, son corps s'est désintégré pendant un certain temps en raison de la pression exercée sur ses cellules. Malgré ses capacités, le Parasite est devenu déprimé parce qu'il ne pouvait plus embrasser sa femme et ses enfants. [4](Superman #286) Le Parasite a fait un certain nombre de réapparitions avant la Crise, mais il n'a jamais réussi à trouver un moyen de vaincre en permanence Superman. [5](Action Comics #555) Malgré cela, il connaissait l'alter ego de son ennemi et l'utilisait souvent pour attaquer Clark Kent. Gagner de l'intelligence considérable à partir de ses multiples rencontres avec Superman, Parasite a conçu les moyens de réanimer les restes de plantes dormantes laissés derrière la Terre-Deux supervillent Solomon Grundy, créant une version plus récente et plus forte de la créature pour vaincre son adversaire. À une autre occasion, Parasite a conçu les moyens de transférer temporairement les pouvoirs du héros Air Wave à l'adversaire du jeune héritier Davy Jones [6](Action Comics #361).
Le destin éventuel de la version Pre-Crisis du Parasite est brièvement mentionné au début de "What Happened To The Man Of Tomorrow", où Lois Lane parle des destinées des différents méchants de Superman. Parasite est mort, alors qu'il combattait son partenaire occasionnel Crime-en-crime Terra-Man dans ce que Lane fait référence à un "conflit d'ego". Terra-Man est également été tué dans la bataille.

## Rudy Jones
À l'origine un subalterne paresseux, Rudolph "Rudy" Jones a été transformé en Parasite tout en travaillant comme concierge à Pittsburgh S.T.A.R. Laboratoire. À l'insu de tous, le seigneur d'Apokolips Darkseid, se souvint du Parasite Pre-Crisis et manipula Jones pour qu'il devenienne la version moderne. Il a influencé Rudy pour qu'il pense qu'un conteneur de déchets aurait pu détenir quelque chose de précieux. Il l'a ouvert et a été exposé à un rayonnement étrange qui a changé son corps en un méchant chauve à la peau verte. Jones a maintenant la capacité d'absorber l'énergie vitale d'autres personnes, les laissant à l'état de squelettes brûlants. Ce pouvoir était nécessaire pour sa survie car son corps est dans un état constant de faim d'énergie qu'il ne peut pas assouvir. Pendant ce temps, Martin Stein, la moitié de la matrice Firestorm (Ronnie Raymond étant l'autre moitié) a appris qu'il mourrait et a décidé de détruire toutes les armes nucléaires dans le monde. Cela ne s'est pas bien passé avec les gouvernements de la Terre, en particulier les États-Unis, qui ont envoyé le Suicide Squad à Times Square où Firestorm tenait une conférence de presse. Les choses ont rapidement devenu hors de contrôle car l'escouade et la Ligue de la Justice, toutes deux vouées à soumettre Firestorm, ont combattu les uns les autres, et le Parasite (qui a été amené à la mission contre les protestations de Amanda Waller et du colonel Rick Flag Jr.) est sorti. Il s'en sort et, apparemment, tue Multiplex. Il n'est maîtrisé que grâce à la coopération des deux équipes. Plus tard, il a attaqué la nouvelle version de Firestorm qui l'a facilement subjugué et l'a laissé près de la mort.
Au cours d'un de ses séjour à la prison de Belle Reve, les médecins ont tenté de le faire redevenir humain. En dépit de leurs intentions, les médecins ont réussi à changer la couleur de la peau au violet plus familier et ont également augmenté par inadvertance son pouvoir d'absorption en lui permettant de se nourrir d'autres formes d'énergie, comme l'électricité et la chaleur. Après un certain nombre d'années, le Parasite s'est impliqué dans l'intrigue pour sauver Superman de la surcharge sur l'énergie solaire. Rudy et Superman se sont battus sur la lune où Superman a déchaîné de manière incontrôlable une immense explosion de vision de la chaleur que le Parasite a absorbée, ce qui l'a amené à se transformer davantage en un énorme monstre avec des dents ressemblant à une sangsue. Cette mutation a encore augmenté les capacités de drainage de Rudy, lui permettant d'absorber l'inertie des objets en mouvement rapide, tout en le rendant imperméable à l'attaque télépathique dans une mesure inconnue, puisqu'il pouvait maintenant drainer de l'énergie à travers un lien mental lorsqu'il a montré quand Dubbilex a attaqué par télépathie lui. Cependant, sa taille et sa puissance supplémentaires avaient un inconvénient; Il devait absorber plus d'énergie plus fréquemment pour rester en vie.
Malheureusement pour un scientifique qui soignait Rudy pendant une de ses peine d'emprisonnement, il a été trompé par Lex Luthor et, d'une certaine manière, absorbé par le Parasite. Cette jointure était différente des autres de Rudy, apparemment en raison de modifications non spécifiées à la physiologie de Rudy pendant cette période à S.T.A.R. Labs (bien que certaines sources spéculent que la force de caractère du scientifique a contribué à sa «survie»), il a retenu le scientifique, le docteur Torval Freeman, comme une partie de son esprit. Cette intelligence combinée a rendu le Parasite encore plus menaçant, compte tenu de l'intelligence supérieure de Freeman. Il est ensuite recruté par Morgan Edge pour faire partie du deuxième Superman Revenge Squad. Après que les pouvoirs de Superman ont été convertis en énergie, le Parasite est revenu pour voir ce qu'il pourrait absorber chez Man of Steel. Cependant, à ce moment-là, Superman n'avait pas le contrôle total de ce qui se passait avec ses pouvoirs et a presque tué le Parasite. (Adventures of Superman #552). Plus tard, Parasite est retourné une fois de plus pour provoquer des ennuis pour Superman, mais s'est retrouvé face à Supergirl à la place, absorbant certaines de ses nouvelles forces angéliques et presque se suicidant en raison du « jugement divin » des nouvelles « ailes » de Supergirl.
À un moment donné, Rudy a été contraint pour aider à éliminer l'énergie électromagnétique excédentaire d'un être nommé Strange Visitor car il ne pouvait pas le contrôler complètement. Cette exposition au pouvoir de Strange Visitor a provoqué la mutation du Parasite, ce qui lui a permis de conserver complètement et définitivement l'intellect de toutes ses victimes et lui a également permis de conserver toute énergie volée jusqu'à vingt-quatre heures. Comme Torval Freeman, Rudy a également absorbé un changement inconnu dans sa biologie, lui accordant le pouvoir permanent d'imiter le maquillage génétique exact et l'apparence de ses victimes.
Après s'être échappé plus tard de S.T.A.R. Laboratoires au début des années 2000, le Parasite a commencé à former un plan pour se venger de Superman. Il a commencé à traquer Lois Lane et Jimmy Olsen dans une tentative d'atteindre ses proches. Le Parasite avait pris la forme d'une de ses précédentes victimes, un vieillard, et a été détruit dans le pandémon ce soir-là où Lois est venue à son aide. Ne se rendant pas compte qu'elle était en contact avec le Parasite, un simple touché était tout ce que Rudy devait avoir pour sa connaissance de Superman. Rudy a été surpris d'apprendre de l'identité secrète de Superman par Lois. Un nouveau plan s'est formé quand il a réalisé à quel point Superman appartenait réellement à Lois; Le Parasite a décidé de prendre sa place et de l'arracher émotionnellement en faisant semblant d'être une Lois Lane méprisée, apparemment ayant même une liaison avec Luthor dans le processus. Lorsque Clark a essayé de confronter Lois à propos de sa distance récente de lui, dans une forme de rage inhabituelle de Lois Lane, Rudy a frappé Clark hors de leur appartement et dans les rues de Metropolis. Peu de temps après cet affichage, Superman a obtenu le Parasite pour se révéler sous la forme de Lois Lane. Rudy ne pouvait pas gérer le fait que quelqu'un d'autre que lui-même, comme le Parasite, a pris le Man of Steel. Au moment où le Parasite était sur le point de mettre le coup final sur un Superman épuisé, Rudy goutte, complètement paralysé par un empoisonnement par kryptonite, il avait évacué de Superman, à l'insu de Rudy ou Clark. Superman a finalement réalisé la raison pour laquelle il s'est senti si faible récemment parce qu'il était constamment égoutté par le parasite et aussi victime de l'empoisonnement mystérieux de la kryptonite. Quand il a demandé à Rudy combien de temps il avait prétendu être Lois, le Parasite a raconté son histoire à Man of Steel. Dans ses derniers moments, il raconte à Superman qu'il devait encore avoir contact avec Lois une fois toutes les vingt quatre heures pour maintenir sa charada, confirmant qu'elle était encore en vie. Il lui a également dit que Lois l'aime plus profondément qu'il ne le sait, et l'aime d'une manière que personne n'a jamais aimé le Parasite. Le Parasite est mort avant qu'il ne puisse dire à Superman où Lois a été emprisonnée (Superman [vol. 2] n ° 157). Bien que Superman ait essayé d'enquêter sur lui-même, ses efforts ont été entravés par une intoxication par kryptonite, et Steel a été obligé de contacter Batman pour aider l'enquête. Accompagné par Superman, Batman a suivi une foule de disparitions récentes dans le cachet du Parasite, au cours de laquelle Superman a acquis une nouvelle idée des méthodes et des actions de Batman, et Lois a été rapidement retrouvée vivante par les deux héros. Lex Luthor, avec qui il impliquait que le Parasite s'était engagé dans une activité amoureuse, «extraconjugale» alors qu'il était à la forme de Lois, [la citation nécessaire] était fâché quand il a appris les projets du Parasite. En tant que tel, Luthor a fait de grands efforts pour obtenir les restes du Parasite.
Dans Justice League of America (vol. 2) # 2, le Parasite se trouve dans St. Roch, en Louisiane, où il utilise ses capacités d'absorption de pouvoir pour neutraliser temporairement les pouvoirs des méchants pour des frais afin qu'ils puissent échapper Détection au cours des efforts criminels.
En Action Comics Annual n ° 10, un headshot du Parasite a été considéré comme faisant partie de "Superman's Top 10 Most Wanted" qui ressemblait à la version de Justice. Cette version du Parasite a paru plus tard dans Action Comics # 751 portant le Superman: Le Parasite inspiré de la série inspirée de la série a porté vers 2000 et est plus tard considéré comme un membre de la nouvelle Injustice League. Il n'a pas encore été révélé si ce Parasite est le même que celui de Justice League of America (vol 2) # 2, mais il a été révélé comme Rudy Jones ressuscité par Lex Luthor dans Superman: Last Son.
Il peut être considéré comme membre de la Société secrète des Super Villains de Libra.
Dans l'histoire de New Krypton où 100 000 réfugiés Kryptionian sont libérés de la bouteille de Kandor, les Kandoriens décident de se charger d'éliminer les ennemis de Superman. Un groupe de Kandoriens brise le Parasite hors de prison, tuant plusieurs gardiens de prison dans le processus et emprisonnant le Parasite dans la Zone Phantom. (Superman #682) Superman a libéré Parasite afin qu'il puisse être emmené à Belle Reve, mais Parasite a échappé. (Superman #684)

## Alex et Alexandra Allston
Le vilain Ruin enleva les jumeaux Alex et Alexandra Allston, pour les transformer en deux Parasites, capables de partager ce qu'ils absorbent (Aventures of superman #633, décembre 2004, scénarisé par Greg Rucka et dessiné par Matthew Clark). La fille a une peau mauve, comme les précédents Parasites, tandis que son frère a la peau verte. Ils réussiront à absorber les pouvoirs de Superman mais il les neutralisera avant qu'ils aient pu révéler son identité à Ruin.

## Pouvoirs et Capacités
Les parasites peuvent absorber l'énergie vitale d'autres êtres par le contact physique. Ils peuvent également absorber virtuellement toute autre forme d'énergie et l'utiliser.
Rudy Jones et le Dr Torval Freeman ont acquis une force, une intelligence, une agilité et une endurance accrues en absorbant l'énergie d'autres êtres. En absorbant l'énergie des superhumains, il gagne ses pouvoirs, mais seulement pour un temps limité, jusqu'à ce qu'il «manque d'énergie vitale » alors il faut chercher une autre proie pour se nourrir. Le parasite a une perception visuelle spéciale qui lui permet de voir et de ressentir l'énergie et le pouvoir de la vie dans un être. [All-Star Superman #5] Même les extraterrestres tels que Superman ne sont pas à l'abri du pouvoir de Parasite. Comme les métahumans réguliers, Superman peut être vidé au point d'être comparable aux humains alors que Parasite devient aussi fort que Superman est normalement. Cependant, le drain d'énergie ne fonctionne que lorsque Parasite est en contact physique avec la cible. Le fait de tirer l'énergie des êtres ordinaires comme les humains normaux est presque instantané, mais pour les êtres immensément puissants, cela prend beaucoup de temps, ce qui peut leur laisser suffisamment de temps et d'énergie pour réagir et libérer de la prise de Parasite (un acte que Superman a fait plus d'une fois) .
Après le contact avec le "Strange Visitor", les pouvoirs du Parasite ont changé, ce qui lui a permis de conserver l'énergie qu'il a prise plus longtemps. Quelque part, Jones et son homologue scientifique ont gagné de nouveaux pouvoirs en absorbant l'énergie de vie d'un changeur de formes aussi. Maintenant, non seulement il sème l'énergie de la vie de ses victimes, il peut devenir ses victimes jusqu'à leur ADN, y compris avoir accès à leurs souvenirs et leurs capacités naturelles.
L'une des caractéristiques physiques les plus importantes de Parasite est sa muqueuse de peau rose-violette et les déformations physiques de son visage, apparemment totalement couvertes par un masque, y compris ses yeux, son nez et sa bouche, lui conférant des traits faciaux ambigus et redoutables.
La plus grande faiblesse de Parasite est qu'il copie également les faiblesses de ses cibles et ne peut pas contrer une telle faiblesse même s'il a d'autres capacités qui le devraient. Par exemple, dans Superman TAS, s'il absorbe les pouvoirs de Superman et les pouvoirs de Livewire, il sera vulnérable à l'eau (qui est la faiblesse de Livewire), même s'il est invulnérable comme Superman. Les Jumeaux eux avait les mêmes pouvoirs que le premier Parasite, excepté qu'ils pouvaient se partager l'énergie absorbée.

## Apparition dans d'autres médias

### Films d'animation
- Superman : L'Homme de demain (Superman: Man of Tomorrow, 2020)

### Séries télévisées
- Superman, l'Ange de Metropolis (série animée 1996-2000)
- La Ligue des justiciers (série animée 2001-2006)
- Young Justice (2010-)
- Smallville (dans l'épisode 21 de la saison 8 où il volera les pouvoirs de Clark Kent, qui réussira à les reprendre)
- Supergirl, saison 2 épisode 6.

### Jeux vidéo
- Superman: Shadow of Apokolips
- DC Universe Online
- LEGO Batman 3, personnage à débloquer (sur 3DS, il n'a aucun pouvoir, appart taper, et le fait qu'il est plus grand que les autres personnages).
- Injustice : Les dieux sont parmi nous, apparaît en cameo sur la map Striker’s Island.